# Rotembark
Rotembark (dodatkowa nazwa w j. kaszub. Rotenbark; niem. Rottenberg) – wieś kaszubska w Polsce położona w województwie pomorskim, w powiecie kościerskim, w gminie Kościerzyna na Pojezierzu Kaszubskim, na północnym obrzeżu Wdzydzkiego Parku Krajobrazowego i w bliskim sąsiedztwie Kościerzyny.
W pobliżu wsi znajduje się Jezioro Chude.
W latach 1975–1998 miejscowość administracyjnie należała do województwa gdańskiego. Siedziba sołectwa o powierzchni 389,22 ha.
Miejsce urodzin kaszubskiego poety Franciszka Sędzickiego.
W okolicach Rotembarku doszło 20 czerwca 1944 r. do starcia partyzantów z Gryfa Pomorskiego (zgrupowanie Breski - Zbych) z formacjami niemieckimi.